# Lambda1 Fornacis
Lambda1 Fornacis är en orange jätte i Ugnens stjärnbild. Den går även under beteckningen HD 15975.
Stjärnan har visuell magnitud +5,89 och är svagt synlig för blotta ögat vid god seeing.